# Pieter Teyler van der Hulst
Pieter Teyler van der Hulst (Haarlem, 1702. március 25. – Haarlem, 1778. április 8.) gazdag holland mennonita posztó- és selyemgyáros, amszterdami bankár. A korabeli skóciai felvilágosodási mozgalom híveként végrendeletileg alapítványt (Teylers Stichting) hozott létre a művészetek és tudományok támogatására és vagyonát, gyűjteményeit erre hagyományozta. Közel két millió guldenes vagyonát (mai értékben kb. 80 millió eurónak felelne meg) a Teylers Múzeum megalapításával a vallás, a művészetek és a tudományok ápolására és művelésére hagyta. Hagyatékából alapították meg a Teylers Hofje nevű szegényházat, de a mennonita közösséget is jelentős összegekkel támogatta.

## Életútja
Pieter Teyler van der Hulst 1702. március 25-én született Haarlemben. A skót felvilágosodási mozgalom híve és aktív követője volt, hiszen felmenői gazdag skót kereskedők voltak. Neve a skót Tailor szóból ered. 1728-ban kötött házasságot Helena Wynands Verschaave úrhölggyel. Aktív tagja volt a Waterlander nevű mennonita közösségnek és a város árvaházának megbízott vezetője lett 1750-től kezdődően. Vagyonát selyem- és posztókereskedésből építette fel, majd 1763 után leginkább csak bankárként tevékenykedett. Jelentős kölcsönökkel támogatta haarlemi kortársait, többek között szomszédját, a szintén skót származású, amszterdami kereskedőt George Cliffordot, aki a maga részéről Carl Linnaeus mecénása volt. A skót bankárok, Teyler, Clifford és Hope & Co. mindannyian lelkes művészet- és tudománypártolók voltak. Teyler a feleségével együtt továbbra is aktívan részt vett a haarlemi mennonita közösségi életben és 1752-ben megalapította a nevét viselő szegényházat (Teylers Hofje). Hasonló mennonita létesítményekkel ellentétben, ide nem csak mennonitákat fogadtak be. 
A 18. században Amszterdam (itt voltak Teyler bankjának hivatalai) és Haarlem is protestáns volt, így a holland stadhouderek (kormányzó) is. A római katolikusok mennoniták, kvékerek és más vallásúak így nem vehettek részt az állami intézmények, társaságok életében, így sem a Holland Tudományos Akadémia (Hollandsche Maatschappij der Wetenschappen) életében sem, amelyet egyébként Haarlemben alapítottak 1752-ben „az összes tudományág művelése céljából”. Az intézmény 1831-ben a Teylers Múzeummal szembeni épületbe, a Spaarne túloldalára költözött át. A két intézményt azóta egyébként szoros együttműködési szálak fűzik össze. 
Pieter Teylert jelentősen befolyásolta a helyi Természettudományi Kollégium (hollandul: Natuurkundig College) valamint a Holland Tudományos Akadémia. 1772-ben hozzájárult a városi rajziskola megalapításához. Óriási pénzösszeggel támogatott egyébként más kezdeményezéseket is, például a Holland Tudományos Akadémia új székhelyét 1777-ben valamint a városi zenekollégium megalapítását 1773-ban.

## Öröksége
1756-ban keltezett végrendeletében Pieter Teyler úgy intézkedett, hogy gyűjteményét és vagyonának nagy részét egy alapítvány gondozza, névlegesen a Teylers Stichting. Haarlemben két társaságot hoztak létre hagyatékából: a Teylers Eerste Genootschapot (hollandul: Teylers első társasága) a teológiai kutatások támogatására, míg a Teylers Tweede Genootschapot (magyarul: Teylers második társasága) a fizika, költészet, történelem, festészet és numizmatika támogatására. 
Hagyatékának kezelői, a Teylers Stichting első igazgatói úgy döntöttek, hogy nyilvános múzeumot hoznak létre, amelyben szakkönyvek, természettudományos műszerek, rajzok, kövületek és ásványok is vannak. A múzeum 1784-ben nyílt meg, első igazgatóját Martin van Marum (1750–1837) lett. A múzeumot városi tanulmányi és tudományos központnak szánták. Egykori háza, az úgynevezett Fundatiehuis összeköttetésben áll a múzeum épületével és bejáratán keresztül egy hosszú folyosón át, a múzeum ovális terme közelíthető meg. Teyler halála után a művészeti társaság mindenkori vezetőjének lakhelyéül is szolgált.
A múzeum numizmatikai kabinetje őrzi Hollandia egyik legjelentősebb pénz- és érmegyűjteményét. Ennek alapját is Pieter Teyler van der Hulst korabeli magángyűjteménye vetette meg.

## Fordítás
- Ez a szócikk részben vagy egészben  a   Pieter Teyler van der Hulst című angol Wikipédia-szócikk ezen változatának fordításán alapul.  Az eredeti cikk szerkesztőit annak laptörténete sorolja fel. Ez a jelzés csupán a megfogalmazás eredetét és a szerzői jogokat jelzi, nem szolgál a cikkben szereplő információk forrásmegjelöléseként.